# 物之古物奇譚
《物之古物奇譚》是由鬼軍曹創作的日本漫畫作品，於2014年5月號至2016年1月號在集英社《Miracle Jump》連載，2016年2月號開始移刊至《Ultra Jump》連載。改編電視動畫於2023年1月9日首播第一季，第二季於2023年7月4日開播。

## 劇情簡介
少年×少女×付喪神。
經過漫長歲月的器物，最終其有了「心」，即為付喪神的誕生。
因付喪神將重要的人奪走，因而憎恨著他們的少年·岐兵馬。
與六名付喪神同住，像「家人」般愛著他們的少女·長月牡丹。
於千年之都的京都，兩人相遇了，並一起同住。
在前途多難的屋簷下，三者展開了交錯的共同生活。
纏繞着物品的羈絆與因緣。人所演繹的故事，你有推開這扇門的覺悟嗎？

## 登場人物

### 主要人物
岐兵馬（声：大塚剛央）
本作主人公。「塞眼」一族。21歲。第一人稱為「自分」（じぶん），個性直率。兒時目睹了珍愛的哥哥和姐姐被油紙傘付喪神殺死，心中充滿了對付喪神的恨意，為了追查油紙傘付喪神而努力成為下任當家。12歲時就有與付喪神實戰的經驗，18歲時就討伐了與京都三大付喪神齊名的強大付喪神「奧羽的鬼瓦」。在爺爺岐造兵的強迫下開始了與長月家的同居生活，從最先的敵視和不相信，逐漸解開對付喪神的偏見。同時，在岐造兵與「婚禮調度」附喪神們的協約中，被作為長月牡丹的夫婿候選人共同展開生活。在與牡丹的長時間相處中逐漸瞭解彼此過去的傷痕，並多次讚賞牡丹的勇氣。在聽聞牡丹幼時的經歷後向其定下誓言，會一輩子守護牡丹。
長月牡丹（声：高田憂希）
本作女主角。長月家當主。20歲。「婚禮調度」所跟隨的主人。人類，在校大學生。幼年時被付喪神們所救並撫養長大，視6位付喪神為家人。個性單純，曾被兵馬侮辱付喪神的言論弄哭並生氣地下達了逐客令。體內寄宿著被稱作「現人神」的稀人，因為無法擔保現人神的強大與可控性而使牡丹同時受到人類與附喪神們的注視，在京都的塞眼與附喪神之間甚至有一條不成文規定：不可利用長月牡丹的力量。實際上在出生時受到了「神隱」，其中一隻腳意外來到了稀人所存在的世界，而為了拯救牡丹的性命，御三家三位家主與長月家的所有家人一同為她祈福，並同時打開了連結現世與黃泉的大門，在喚回牡丹一部分的靈魂的同時卻也招來了一位寄宿到牡丹體內的稀人，以及另外六位依序附身到牡丹的嫁妝上的附喪神，既後來的京都三大附喪神一角：婚禮調度。
婚禮調度
詳細參考附喪神：婚禮調度。

### 塞眼

#### 門守家
門守大樹（声：金光宣明）
塞眼京都支部代表的門守家的當主。視付喪神為道具，將捕獲的付喪神當作傀儡來使役。能做出徹底合理的判斷，例如利用對手的弱點並使其適應自己的節奏。被造兵形容成「披著狐狸皮的猛獸」。
曾嘗試說服兵馬加入自己的陣營，以封印「婚禮調度」的六位附喪神，並剷除被自己視為不安定因子的牡丹，但被兵馬拒絕。兩人一度大打出手，但之後被大樹以測試搪塞過去，兩人的緊張關係才稍微緩解。之後也協助兵馬進行修行，更搬出京都塞眼的最高層級修煉：十器組首。雖精於算計但有時對個性直腸子的岐兵馬完全沒用而身感無奈。
在現人神第一次現身後見過當時的牡丹，並因為當時牡丹的眼神而認為繼續放著不管也無妨，但在牡丹逐漸成長、慢慢回歸正常生活之後，認為她再次開始與他人建立關係可能會導致現人神的再次現身，因此開始視她為眼中釘。然而也曾在牡丹陷入迷惘時，以自己的觀點分析了牡丹幼時的事件與岐殺現身的關聯性，安慰了當時對兵馬感到愧疚的牡丹。
門守椿（声：大西沙織）
大樹的女兒。22歲。自幼便認識岐家雙胞胎，並經常與他們一同進行修煉，三人感情良好。被譽為門守家的麒麟兒，自認是個戰鬥狂，並將所有能夠與其一戰的強大對手視為玩具。對兵馬頗有好感。
與兵馬相同，想要找出殺害隼人與鼓吹的唐傘附喪神，但目的是因為她認為唐傘將自己的「玩具」奪走、而轉移目標到唐傘身上。使用符戰鬥，符能夠變化許多型態，其中以鐮刀最為常用。
雖然對戰鬥的狂熱異於常人，但卻意外的挺有人情味。與結的關係不錯，偶爾會一起去咖啡廳。對牡丹的態度也相當親切，甚至主動與她交換了聯繫方式。
後期自薦加入了由岐造兵率領的討伐隊，但卻因為計劃的風聲走漏而使討伐隊幾乎全員被殲滅，其中椿被歸類在「被唐傘吃掉」的10人之中。在大樹與塵外的戰鬥中再次現身，並幫助了大樹使戰況扭轉。後來揭露是因為椿本人的強烈意志而使得唐傘的控制並未佔據全部，同時她也在與天日的對峙中理解自己想要找到岐殺的原因並非是因為他將自己的「玩具」奪走，而是因為自己單純的敬愛著強大又溫柔的隼人、鼓吹，並想為那兩人復仇。
門守松太（声：田渕将平）
椿的長兄。大樹稱其為「松」。擅長使用符術進行戰鬥。在兵馬等人闖入藁座廻的巢穴時擔任門的防衛工作，並負責保護白百合。
門守梅吉（声：高橋伸也）
椿的次兄。大樹稱其為「梅」。擅長使用封印術。在兵馬等人闖入藁座廻的巢穴時擔任門的防衛工作，並負責保護白百合。

#### 岐家
岐造兵（声：家中宏）
兵馬的祖父。御三家之一的東北岐家的現任當主。神祓省稀人對策室的第7代室長。通常以與付喪神的對話為基礎，將場面維持在和平對談並將附喪神封印、送回稀人的世界，將動武視為不得已的手段。
性格溫和且為人著想。在京都三大附喪神之中負責管理「婚禮調度」，同時亦擁有長月牡丹的管轄權，並一直給予長月家在生活上最大程度的自由。
原先因為兵馬對附喪神恨之入骨的態度而有些頭痛，在與長月家協調後，與對方訂下條件，由岐家的下任當主·兵馬，以監視之名入住長月家，並希望兵馬可以透過與長月家的相處，放下對附喪神全體的仇視、再次審視塞眼的職責與附喪神的存在。同時造兵也因為兵馬一直以來都執著於塞眼的工作、缺乏人際關係，因此接受了「婚禮調度」所提出的「將兵馬視為牡丹的夫婿候選人並進行觀察」的條件。
在二十年前受到舊識的請託，因此決定插手介入牡丹遭到神隱一事，並且請來了御三家的當主和長月家的各路親戚，最終雖成功喚回牡丹的靈魂，但卻也招來一個強大的稀人寄宿到牡丹體內。
後期由造兵率領了一支對唐傘的討伐隊，並招攬了各來自各地的菁英，但卻因為計劃的風聲走漏而幾乎被全體殲滅，岐造兵亦被歸類在「被唐傘吃掉」的10人之中。原先並未被唐傘完全控制，仍可幫助兵馬與牡丹脫離險境，但最後仍被控制並將牡丹擄走。後來與兵馬在寺廟前展開戰鬥，並由兵馬親自了結性命。在身軀消散前提醒了兵馬不可帶著仇恨面對敵人，也透露自己當初就是在見到天日後，失去隼人與鼓吹的背痛與仇恨被對方激起，失去冷靜才敗下陣來。最後看著面帶微笑的兵馬消散於他的懷中。
岐隼人（声：高橋英則）
兵馬的哥哥、和鼓吹是雙胞胎。第一人稱為「本大爺（俺様（おれさま）」。自認為塞眼的天才，據傳16歲的他已超越當時造兵的能力，並與鼓吹一同被塞眼寄與厚望。
過去曾被送到京都塞眼那邊進行修行，並與大樹、椿等人相識。因為其率真卻又高傲的模樣被大樹評為笨蛋。和鼓吹相同，非常照顧與兵馬年齡相仿的椿，也得到了椿的敬重。
在18歲時被唐傘的附喪神殺害，並為了拯救的當時在場的兵馬而將手上門把拋出，外貌與記憶在被岐殺繼承後，分化為名為「天日」的唐傘的附喪神。
岐鼓吹（声：潘惠美）
兵馬的姐姐、和隼人是雙胞胎。擁有對門把的高超技巧與戰術策略，年幼時就能熟練操控數把不同的門把，與隼人互相合作時更能挖掘彼此的最大潛能。被塞眼譽為天才，並被寄與厚望。與高傲的隼人不同，個性較為內斂、沈穩，也數次說出自己並不是天才的話語，為人相當謙虛。
過去曾被送到京都塞眼那邊進行修行，並與大樹、椿等人相識。和隼人相同，非常照顧與兵馬年齡相仿的椿，也得到了椿的敬重。
在18歲時被唐傘的附喪神殺害，並為了拯救的當時在場的兵馬而將手上門把拋出，外貌與記憶在被岐殺繼承後，分化為名為「陽炎」的唐傘的附喪神。
岐主鷹
兵馬的堂兄。在御三家的會合中擔任造兵的護衛。被兵馬崇拜，稱他｢スーさん｣，｢スーさん｣的由來為年幼的兵馬還發不出主鷹的發音，因此稱當時的他為「スヨウ」。後期加入由造兵率領的討伐隊，在討伐隊失利後被唐傘．凩佔據身體，其後受到凩的操控闖入了齋封印掛的結界中。在凩離開身體後靠著自己所剩的意識與力量幫助掛離開損壞的結界，扭轉了凩與白百合該戰場的戰局。

#### 辻家
辻豐穰（聲：久保田民繪）
御三家之一的辻家當主，亦是當主中年紀最長者，時常負責三人意見的統籌者及協調者。看起來像一個心胸寬廣的老婆婆，但她有一個貪得無厭的個性。在京都三大附喪神中負責管轄大具足。
在當主會議中反駁了岐造兵過於溫和的態度以及八衢黑檀過於無人性的提案，並在最終提議讓御三家的下一任當家共同住進長月家以增加防衛人員，並彼此牽制。教導白百合「辻家的人要在暗處觀察一切，等待時機成熟、一切水落石出後才出手」。在藁座廻第二次襲擊時與被唐傘控制的塵外展開對戰，雙手遭斬斷，但也察覺到了對方的目的，並以此為基礎擬定了塞眼進攻時的計劃。
辻白百合
豐穰的曾孫，18歲。為辻家下任當主的女子高中生，因為年紀最小的緣故，通常會讓其他人以「小百合」稱呼自己。似乎喜愛描寫愛情的小說作品，個人的藏書量極驚人。
在搬入長月家之後一直記著豊穣的教導，亦即是「辻家為觀察者」的立場，並從旁觀察長月家、岐兵馬與八衢菫的各種行為與態度。在與他人的互動中永遠維持著笑臉，話語也都保留一定的解讀空間，使其他人無法判定她的立場為何。在長月家的生活中也特別關注兵馬與牡丹的情感，並受到這兩人吸引，進而萌生了「想要守護這兩人」的想法，並首次違背了豊穣的教誨，在八衢黑檀正式表露目的前一刻先行展開了行動，與牡丹合作破壞了祭壇，並救了兵馬、「婚禮調度」等人的性命。在黑檀的背叛行動後拉了陷入迷惘的菫一把，令她再次振作，並以下任當主的身分再次前行。
在兵馬等人闖入藁座廻的巢穴後，作為辻家門把的唯一使用者負責維持門的開啟。面對凩的挑釁與攻擊仍保持冷靜的維持著門的縫隙，因此受到後來前來支援的掛的欣賞。
辻塵外
辻家門把的資歷最深特例付喪神，頭髮扎在後面的男人同時也是塞眼武術總師父。御三家的會合中擔任豊穣的護衛，實力極強，以至在唐傘討伐戰中遭圍攻被首個擊殺。在藁座廻第二次襲擊時被指揮前去牽制豊穰，並收集辻家與八衢家的門把。在兵馬等人向藁座廻的巢穴進攻後對上了大樹，原先在戰鬥中佔上風，但在椿的加入後雙方逐漸打平，在最後被椿擊殺。

#### 八衢家
八衢黑檀
御三家之一的東京的八衢家當主。雙眼漆黑，面色毫無生氣的男人。性格傲慢，將懷疑視為無知，將部下的管理不善擱置，卻也擁有堅定的意志。在京都三大附喪神中負責管轄的對象為三人附喪神集團．雅樂寮。
在雅樂寮背叛後受到了長月家與岐家的不信任。在御三家當主會議中提議由自己接管長月牡丹的管轄權，並將徹底軟禁其，但卻遭到岐造兵的強烈反對。面對鏡的指控也毫無反應，甚至嘲諷了「婚禮調度」的失責與無能。在經過辻豊穰的協調後同意暫緩了自己軟禁牡丹的計劃，並接受讓菫前去長月家生活的提議。
在菫搬入長月家後數度對她下指示，亦要她調查「婚禮調度」的出現是否與岐造兵有關，試圖引導菫讓她懷疑岐造兵是在暗中控制、利用牡丹的幕後黑手，實際上黑檀卻將菫作為自己計劃中的一步棋。在菫受傷後軟禁了嫌疑人的岐兵馬與「婚禮調度」，並對他們嚴刑拷問，之後又強硬的推動對「婚禮調度」的處分，亦即將六人銷毀。但因為白百合與牡丹的介入，使得要破壞「婚禮調度」的祭壇遭到摧毀，黑檀也與兵馬展開戰鬥。過程中承認了自己與唐傘的合作關係，也揭露自己已經被唐傘吞噬，甚至能夠使用唐傘的部分能力，同時也私吞了過去歷代八衢家當主的門把。在戰鬥中吐露了自己的目的，是希望透過牡丹體內的現人神破壞現在人類對於靈感應的平衡，並原先背負著塞眼使命的人們從這樣的工作中解放出來。在戰鬥後身負重傷且被唐傘拋棄，身體也因此煙消雲散。
後來受到門守大樹的術式影響，作為黃泉路上的助手出現在其妻女、紅緋和菫的面前，並共同與吹雪展開戰鬥。在戰鬥中回憶起自己一切努力的原動力，就是希望能夠將紅緋帶離塞眼，也揭露著他是真心愛著紅緋與菫的心。
八衢蓳
右眼上掛著三道疤痕的女性。黑檀與紅緋的女兒，同時也是八衢家下任當主。正義感很強，但因為個性過於耿直的關係，腦袋似乎不太靈活。在擔任牡丹的護衛時，奉黑檀的指示而秘密調查屋子以及長月家與岐造兵的關聯，在調查行動被造兵發現後，因為深知自己不擅於撒謊，因此將父親的指示向兵馬坦白，但也因此讓兵馬主動幫助菫的調查以洗清造兵的嫌疑。在菫發現貼滿了岐的符的地下室後遭到不明人士襲擊而昏迷。在從昏迷中清醒後抵達黑檀與兵馬、「婚禮調度」等人的戰場，並親自解決了身負重傷的父親。在戰鬥結束後原先因黑檀的背叛而感到愧疚與迷惘，但在白百合的鼓勵後再次振作，並以八衢家的當主而繼續向前。
在侵入藁座廻的巢穴後與母親紅緋一同行動，並對戰唐傘之一的吹雪。在黑檀的幫助下找到了吹雪的空擋，與紅緋一同發射生弓矢擊殺了對方。
八衢紅緋
黑檀的妻子、菫的母親，同時擔任八衢家執行者的首領。身材相當高大且肌肉發達的女人，力氣之大甚至能夠單手抬起薙，還差點把他的左臂捏碎。
在御三家的會合中擔任黑檀的護衛。在鏡對黑檀提出質疑時曾出手攻擊鏡，但卻被塵外與岐主鷹擋下。一路支持著黑檀的行動，在對「婚禮調度」的處分中負責擔任現場的監督者，並在祭壇被白百合、牡丹破壞後與「婚禮調度」的六人大打出手，原先在「婚禮調度」為了保護牡丹等人的包袱下而佔了上風，然而逐漸因六人的絕妙配合開始敗退，但仍以生弓矢破壞了薙與結的一半身軀。在戰敗後被辻豊穰嚴密監視，但在藁座廻第二次入侵時被暫時解放，並保護了辻家內部的許多人員。在塞眼等人計劃闖入藁座廻的巢穴時，負責了各人員的體力、體術訓練，同時也因為菫擔任中間人的關係，展現了紅緋溫和、親人的一面。
在侵入藁座廻的巢穴後與菫一同行動，並對戰唐傘之一的吹雪。在對戰中失去了左手臂，但在黑檀加入戰場後與菫一同抓住了空擋，發射生弓矢成功擊殺吹雪。在黑檀的回憶中亦透露紅緋是過去八衢分家刻意培育出的擁有特殊肉體的人，但卻因為不人道的對待而使黑檀的父親、也就是八衢家上一任當主視她為家族黑點，然而黑檀對紅緋的用心使她脫離了監禁，也成為黑檀推翻自己父親、解放塞眼的一切源頭，顯露黑檀與紅緋真心愛著彼此的關係。

### 付喪神

#### 婚禮調度（）
京都三大付喪神的一角。侍奉長月家，與牡丹同居的付喪神。所寄附的器物是過去為了牡丹提早準備的六個嫁妝，因此六位為一個整體，而「婚禮調度」全員所懷抱的夙願便是替牡丹找到一個好夫婿。在與岐造兵的協議之中，同意讓岐兵馬搬入長月家一同生活，同時也將兵馬視為夫婿的候選人觀察。除了器物本身的夙願外，作為特例存在的付喪神，「婚禮調度」同時也擔任了代理塞眼的職責，平時要協助京都塞眼處理其他的付喪神，因此在部分付喪神的評價中極其糟糕，甚至藐視長月家付喪神們「同族獵殺」的行為。除了代理塞眼的職責外也受到御三家的岐家管理，同時也被賦予了保護「長月牡丹」及儘可能控制現人神現身的職責。
透過現人神的話可以得知，「婚禮調度」六位付喪神是在當時喚回牡丹的儀式中一同流入現世的六個稀人。
薙（声：小林親弘）
薙刀的付喪神。外表為一名靛色短髮、精悍的青年男性。他性格好鬥，說話粗魯。重視並稱牡丹為「小姐」，也對那些關心牡丹的人表示好意。在長月家中的定位類似於長兄，不過在牡丹幼時也假冒成牡丹的父親參加過親子接力，並獲得第一名。
擁有將雙臂轉化為刀的能力，在「婚禮調度」中擔任攻擊核心。喜歡的酒是日本酒，同時也是個酒豪。喜歡重金屬音樂。
在兵馬剛搬入長月家時最先與兵馬大打出手，但因羽織等人的介入而強迫中斷。在兵馬初次與牡丹的對談中感受到了兵馬為牡丹著想的心意，因此也最先釋出機會，讓兵馬與自己一同前往「同族狩獵」的工作中，在工作中向兵馬坦言同族狩獵並非易事，但薙一心一意想保護牡丹的心意亦傳達給了兵馬，使兵馬對「婚禮調度」的付喪神們逐漸放下成見。在這次工作之後薙也成為第一個認可兵馬的人。
對於性格較為接近的兵馬挺是投緣，在現人神第二次現身時也對拼死保護牡丹的兵馬表示慰勞與謝意，兩人也將保護牡丹一事視為男人的約定。
結（声：上田麗奈）
簪的付喪神。外貌為一名將頭髮盤成包頭、並留著長長鬢髮的年輕女性。對外人時的性格冷漠，但面對牡丹卻會展現自己極度的寵愛與關懷，對牡丹的事情也都相當敏感。在長月家的定位幾乎等同於次女。雖然與「婚禮調度」的其他成員一樣，希望能夠幫牡丹找到適合的夫婿，但卻遠比其他人更加嚴格，之前的幾個目標都是遭到結的反對而作罷。
能力為數支巨大化的髮簪，能夠將被髮簪刺到的人或物暫時化為布料並纏繞在簪上頭，被簪住的人基本上便會完全喪失活動能力。髮簪的影響對象除了實際物體外也可套用在結界上，在「婚禮調度」被唐傘限制住行動時就是透過結的能力削弱結界的效果，最後得以全員逃出。在戰鬥中時常與薙共同擔任六人中的主要攻擊手，因此時常在前線衝鋒。
初期對兵馬最為反感的一名成員，除了因為兵馬對付喪神的惡劣態度外，也因為兵馬被暗中作為牡丹的夫婿候選人的緣故。在另外五人相繼認同兵馬後，結仍與他爭鋒相對。在一次兩人共同任務中率先完成工作，並在之後與向兵馬遞出戰帖，並闡述這是他唯一能獲得自己認可的方式。在戰鬥中兵馬始終採取防守姿態，在結成功壓制住兵馬後也終於從他口中聽到其對付喪神們的軟化態度，結也就此收手。在從兵馬口中聽到他認為自己相當喜歡牡丹的猜測後更是顯露出結少見的慌張情緒，還直接拿武器的髮簪扎在兵馬身上。在看到兵馬對曾殺過人的付喪神的態度後，隱約感受到兵馬憎惡付喪神的原因，並在之後替兵馬簽下自己的名字，認可兵馬能夠繼續住在長月家，作為牡丹的夫婿候選。與兵馬的相處中漸漸改善關係。
鏡（声：田中愛美）
鏡的付喪神。外表為一名梳著辮髮的少女。擁有不隱藏感情的活潑性格。最喜歡的飲品是卡魯瓦牛奶。外出用餐、喝酒時，會利用變身裝扮成成年女性的模樣。在長月家的定位幾乎等於三女。像人類小女孩一樣愛吃甜食。戀愛腦，自稱「婚禮調度中的戀愛漫畫專家」。
能力能夠照出目標的記憶與過去，通常用於調查與審查目的，曾經用此能力審查了藥研的危險性、也在雅樂寮消散前查看了抓彈與吹枝的記憶以作為後續調查的線索。另外在戰鬥中也能製造幻影，時常擔任掩護的工作。在使用能力時會有一面橢圓形的鏡子出現在額頭上。
在「婚禮調度」的六人中和硯相同偏向鴿派，因此雖然對兵馬的第一印象不佳，但在共同作業時也幾乎沒有擺出惡劣的態度，同時也溫和的解釋了自己與硯想體驗人類生活的原因，更在任務結束後積極的向牡丹說兵馬的好話。似乎相當熱衷於將牡丹與兵馬送作堆，因此屢屢在兩人面前提起這件事。
在調查了雅樂寮的記憶後被送往御三家當主會議中提供自己看見的資訊，其中在面對八衢黑檀對「婚禮調度」的挑釁與蔑視後開口回嘴，因而被紅緋攻擊，所幸受到了主鷹的保護。其中鏡看到的御三家當主圍繞著剛出生的牡丹的記憶，更成為了牡丹與「婚禮調度」等人向辻尋求真相的引線。
硯（声：中島良樹）
硯的付喪神。外表是一名留著棕色短髮、右眼被瀏海遮住的青年。個性溫和，和平主義者。愛好時尚，家裡有許多外出用的休閒服。經常扮成一般人與女孩們搭話，但卻給兵馬一種輕浮男的印象。擁有觀光文化檢定一級。言談技巧高明，是團體除羽織外的另一名對外擔當。但因為個人喜好關係，平時只會加女性的聯繫方式。
能力是控制墨水，主要用於對敵人視線的誤導，但也可從手指快速射出少量墨水以作為子彈使用，能力應用的範圍相當廣泛。另外硯的身體亦是由墨水構成，因此就算被破壞也能快速重生，也因為這項能力而自稱不死之身。
在「婚禮調度」中和鏡同樣偏向鴿派，因此雖然對兵馬的第一印象不佳，但在首次共同作業時也能露出平常心應對，並且向其解釋，自己和鏡會想體驗人類生活的原因也只是希望可以理解牡丹的日常。另外硯也是除了羽織之外，在「婚禮調度」中話術較高的成員，在對藥研的審查中便靠著對話卸下對方的心防，並讓她回歸冷靜；當煽前來替門守大樹傳話時也是由硯過來應對，並化解煽想找兵馬麻煩的想法。
羽織（声：澤城美雪）
羽織的付喪神。外型為一名擁有金色長髮、戴著眼鏡的女性。正裝時也經常在西裝外披著羽織。「婚禮調度」的代表。平時沉著冷靜，性格溫和，面帶微笑。在長月家中的定位約為長女或母親般的存在。雖然平時總是親切待人、幾乎不曾落下微笑，但一但「婚禮調度」對牡丹的關愛被懷疑成不懷好意的接近，便會露出極度冷豔又暗沉的兇惡眼神。
與其他「婚禮調度」的付喪神相同，對傷害牡丹的人不會有任何憐憫。當牡丹被唐傘的時雨襲擊時，曾威脅道會毫不猶豫地殺死時雨。最喜歡的飲品是威士忌。是在兵馬搬來長月家後最先對話的付喪神，同時也是當初與岐造兵通話、協調的負責人。比任何人都熱衷於讓兵馬成為牡丹的夫婿，擔心牡丹不主動接近兵馬。
擁有操縱布料的能力，戰鬥中可以自由伸縮所穿的羽織。此外，它可以在不接觸衣物的情況下烘乾衣物，並且可以將身體變成布料以撿取遠處的物體。
匣（声：大塚明夫）
匣的付喪神。外型為留著白髮白鬍子的高大男性。通常與羽織一同行動，同時擔任「婚禮調度」中最為沈穩的存在。在長月家的定位約為父親，尤其牡丹本人也幾乎將匣視為自己的父親。
能夠從袖子中伸出繩線，將被綁到的人與物體收進極小的盒子之中，主要被用於保護的用途。除此之外也負責長月家的結界保護，其中之一下在牡丹的身上，多少阻絕現人神現身的可能性；另一道則是在長月家的屋子上以抵禦外來的入侵者，同時也為了維持這道結界使匣前期幾乎不會外出。在牡丹年幼、尚未復學前就經常與匣單獨待在房子裡，在牡丹的孩提時期佔據重要的一角，因此才將匣視為父親般的存在。偶爾會與鄰居的其他長者一同下棋。
性格上本身就沈默寡言，且又因為聲音小的緣故很少被他人聽見。京都塞眼內部更有「聽見匣說話的話，該年便會是好的一年」的傳聞。
在藁座廻第一次現身時遭到唐傘破壞，因而暫時回到稀人的世界，而物器的盒子則被帶到京都塞眼內部幫忙修復。在藁座廻撤退後幾天才再次現形，並作為慰勞會的主角與薙一同出現。在慰勞會中向保護了牡丹的兵馬表示謝意，而許久未聽到匣說話的京都塞眼亦為此感到興奮。

#### 大具足（）
京都三大付喪神的一角。佐野的大具足・挂。
挂（声：楠大典）
太古武具的男性特例付喪神。江戶時代初期就存在。雖然被認定為特殊的戰力，但擔心威力太強，被齋封在結界內，能夠到結界外行動的時間有限，對寄住在長月家的岐兵馬很感興趣。
齋（声：田所梓）
玉垣的付喪神。外貌少女的付喪神。少數能封印挂的存在之一。能力是通過創造神域來限制對手。雖然它幾乎沒有戰鬥能力，挂表示它可以毫無疑問地使他人喪失能力。

#### 雅樂寮（）
京都三大付喪神的一角。為日本雅樂的和樂器的付喪神。與藁座廻的時雨聯手想要牡丹體內的稀人。
爪彈（聲：土井美加）
弦樂器樂琵琶的付喪神。外表為右眼戴著眼罩的老婦人。第一人稱是婆婆（婆（ババ））。
吹枝（聲：白井悠介）
管樂器龍笛的男性付喪神。他的眼神很兇惡犀利。
鼓（聲：福原耕平）
打擊樂器三之鼓的男性付喪神。當現人神出現時，它因戰鬥的受損而被消滅。

#### 藁座廻（）
一群唐傘組成的付喪神集團。
凩（声：興津和幸）
男性付喪神。
吹雪（声：宮本侑芽）
女性付喪神。
時雨／唐傘的附喪神（声：日笠陽子）
神秘的油紙傘女性付喪神。目的是想要牡丹體內寄宿著被稱作「現人神」的稀人。
天日（声：高橋英則）
男性付喪神。殺害並奪取兵馬的哥哥・隼人的肉體。由禍津日殺害。
陽炎
女性付喪神。殺害並奪取兵馬的姐姐・鼓吹的肉體。由禍津日殺害。
禍津日
岐殺（きさつ）為第二個名字。藁座廻的首領，最初的唐傘。

#### 叢原火（）
以處刑、拷問為容器組成的付喪神集團。四年前被門守鎮壓，但是還有些許殘黨。
火掻（聲：堀井茶渡）
撥火棒的男性付喪神。早已對以狩獵同類而聞名的長月的婚禮調度的存在感到不滿，並採取行動將其毀掉。指揮同伴中的付喪神—鋏（やっとこ）、紙縒（こより，聲：內野孝聰）、鉤繩（かぎなわ，聲：藤井隼）進行攻擊。然而，他和他的同伴被兵馬打敗，兵馬因為他曾經殺過人的言論而憤怒不已。
灰均（聲：小畑正文）
塵土的男性付喪神。火掻的兄弟。
挽切（聲：三宅健太）
鋸子的男性付喪神。
笞（聲：松田利冴）
鞭的女性付喪神。
筵（聲：株元英彰）
男性姿態的付喪神。

#### 其他付喪神
藥研（聲：和優希）
外表為短髮、嘴角有美人痣的藥碾的女性特例付喪神。
麴箱的付喪神（聲：伊藤靜）
外表為高大的女性付喪神。是位特殊的付喪神，性格豪爽，從事釀酒師的工作，長月家的日本酒幾乎都向她所購買。與婚禮調度之一的薙互為酒友。
機（聲：內田夕夜）
男性姿態的手織機的特例付喪神。
煽（聲：沖野晃司）
男性姿態的鐵扇的特例付喪神。與袿組成情報屋，職責是內部調查和間諜活動。
袿（聲：濱田賢二）
十二單的特例付喪神。為情報屋，職責內容與煽一樣。身體層層重疊，就連塞眼的封印術也只能封印表面的一層。12層的狀態時男性姿態，到了3、4層顯現苗條的女性姿態。
屋宇（聲：伊藤健太郎）
屋敷的付喪神。外表看起來像是一座普通的建築，但在緊急情況下，它會從巨大的身體中排除入侵者。

### 其他人類
皐月（聲：岡村明美）
牡丹的姑姑（父親的妹妹）。牡丹七歲時，她和牡丹的遠房親戚（聲：鳥海浩輔）一起來接牡丹。為了讓牡丹作為一個人幸福，試圖逃離付喪神的控制範圍，但被襲擊而死。
夏希、惠（聲：柳原可奈子（夏希）、陶山惠實里（惠））
牡丹的大學好友；兩人對兵馬和牡丹之間的關係很感興趣。
志保、佳奈（聲：稻垣好（志保）、東城日沙子（佳奈））
牡丹的大學好友；和牡丹、夏希和惠一起參加學校社團「百人一首同好會」。成員皆是女性，惠是社團中唯一有男朋友的女生。
田村女士（聲：岡田幸子）
在門守家的食堂工作。

## 用語
塞眼
日本政府神祇省所轄。負責鎮壓付喪神。
稀人
付喪神的命之根源。
三大付喪神
一個完整的強大存在。與塞眼簽訂契約的特殊付喪神。
御三家
岐・辻・八衢為塞神直系。此外婚禮調度為岐家、大具足為辻家、雅樂寮為八衢家，特例付喪神是御三家所管轄。

## 出版書籍
| 卷數 | 集英社         | 集英社                 | 東立出版社    | 東立出版社             |
| 卷數 | 發售日期       | ISBN                   | 發售日期      | ISBN                   |
| ---- | -------------- | ---------------------- | ------------- | ---------------------- |
| 1    | 2015年3月19日  | ISBN 978-4-08-890107-7 | 2022年9月16日 | ISBN 978-957-26-9713-9 |
| 2    | 2015年4月17日  | ISBN 978-4-08-890163-3 | 2023年4月13日 | ISBN 978-957-26-9714-6 |
| 3    | 2015年12月18日 | ISBN 978-4-08-890326-2 | 2023年6月1日  | ISBN 978-626-360-023-2 |
| 4    | 2016年5月19日  | ISBN 978-4-08-890447-4 | 2023年6月26日 | ISBN 978-626-360-923-5 |
| 5    | 2016年12月19日 | ISBN 978-4-08-890555-6 | 2023年8月10日 | ISBN 978-626-360-924-2 |
| 6    | 2017年6月19日  | ISBN 978-4-08-890688-1 | 2025年9月     | ISBN 978-626-360-925-9 |
| 7    | 2018年1月19日  | ISBN 978-4-08-890846-5 |               |                        |
| 8    | 2018年6月19日  | ISBN 978-4-08-891052-9 |               |                        |
| 9    | 2019年1月18日  | ISBN 978-4-08-891218-9 |               |                        |
| 10   | 2019年9月19日  | ISBN 978-4-08-891354-4 |               |                        |
| 11   | 2020年5月19日  | ISBN 978-4-08-891512-8 |               |                        |
| 12   | 2021年1月19日  | ISBN 978-4-08-891821-1 |               |                        |
| 13   | 2021年11月19日 | ISBN 978-4-08-892114-3 |               |                        |
| 14   | 2022年5月18日  | ISBN 978-4-08-892280-5 |               |                        |
| 15   | 2023年1月19日  | ISBN 978-4-08-892579-0 |               |                        |
| 16   | 2023年8月18日  | ISBN 978-4-08-892766-4 |               |                        |

## 電視動畫
2021年11月18日，宣佈《物之古物奇譚》將改編為電視動畫。

### 主题曲
第一季
片頭曲
作词：安藤紗紗，作曲、編曲：神田ジョン，主唱：ARCANA PROJECT
片尾曲「rebind」
作曲：XELIK，編曲：h-wonder，主唱：唐澤美帆
第二季
片頭曲
作詞：，作曲、編曲：，主唱：メガテラ・ゼロ
片尾曲
作詞：大木貢祐，作曲、編曲：，主唱：田所梓

### 各話列表
| 話數   | 日文標題 | 中文標題 | 劇本       | 分鏡                  | 演出                  | 作畫監督 | 總作畫監督 | 首播日期      |
| 第一季 | 第一季   | 第一季   | 第一季     | 第一季                | 第一季                | 第一季 | 第一季     | 第一季        |
| ------ | -------- | -------- | ---------- | --------------------- | --------------------- | --- | ---------- | ------------- |
| #01    |          | 兵馬     | 大知慶一郎 | 木村隆一              | 山本惠                | 小川玖理周、岩崎成希 | 藤澤志織   | 2023年 1月9日 |
| #02    |          | 汀線     | 大知慶一郎 | 五十岚达也            | 五十岚达也            | 重国浩子、鶴元慎子、館崎大 | 渡部里美   | 1月16日       |
| #03    |          | 溢流     | 大知慶一郎 | 大川貴大              | 鈴木孝聰              | 橋口隼人、板倉和弘、志賀祐香 | 志賀祐香   | 1月23日       |
| #04    |          | 密約     | 大知慶一郎 | 杉島邦久              | 田中孝行              | 今中俊輔、西本成司、宮本武史、姊崎早也花                                                                                        | 藤澤志織   | 1月30日       |
| #05    |          | 疑惑     | 犬飼和彥   | 佐藤照雄              | 山本惠                | 細田沙織、小川玖理周 | 渡部里美   | 2月6日        |
| #06    |          | 牡丹     | 金田一明   | 杉島邦久、 大川貴大   | 鳥羽聰                | 岩崎成希、森圓美、鶴元慎子 | 志賀祐香   | 2月13日       |
| #07    |          | 胎動     | 大知慶一郎 | 宮繁之                | 平田貴大              | 小澤久美子、齋藤雅和、高崎美里                                                                                                  | 藤澤志織   | 2月20日       |
| #08    |          | 境遇     | 犬饲和彦   | 杉岛邦久              | 德本善信              | 中岛里惠、 | 渡部里美   | 2月27日       |
| #09    |          | 怪火     | 金田一明   | 寺田和男              | 安川央里              | 板倉和弘、橋口隼人、志賀祐香、川邊雄介                                                                                          | 志賀祐香   | 3月6日        |
| #10    |          | 眩耀     | 成田良美   | 藤井康晶              | 大久保朋              | 細田沙織、八角彩香、重國浩子、鶴元慎子                                                                                          | 藤澤志織   | 3月13日       |
| #11    |          | 暗箭     | 犬飼和彥   | 五十嵐達也            | 櫛谷健太、 五十嵐達也 | 奧谷周子、浦島美紀、廣富麻由 | 渡部里美   | 3月20日       |
| #12    |          | 花明     | 大知慶一郎 | 宮繁之                | 鈴木孝聰              | 小川玖理周、川邊雄介、森圓美、岩崎成希、賀祐香                                                                                  | 志賀祐香   | 3月27日       |
| 第二季 |          |          |            |                       |                       | |            |               |
| #13    |          | 出手     | 大知慶一郎 | 杉島邦久              | 山本惠                | 奥谷周子、高崎美里、武口憲司 中島里惠、齋藤雅和、小澤久美子                                                                     | 藤澤志織   | 7月4日        |
| #14    |          | 番舞     | 金田一明   | 寺田和男              | 德本善信              | 中岛里惠、、鶴元慎子 | 渡部里美   | 7月11日       |
| #15    |          | 暗鬼     | 成田良美   | 大槻敦史              | 安川央里              | 志賀祐香、板倉和弘、橋口隼人、熊田崚人                                                                                          | 志賀祐香   | 7月18日       |
| #16    |          | 龍變     | 犬飼和彦   | 北村真咲              | 鳥羽聰                | 重国浩子、小川玖理周、川邊雄介、八角彩香 中島里惠、武口憲司、齋藤雅和、木村都彦                                                 | 藤澤志織   | 7月25日       |
| #17    |          | 落月     | 金田一明   | 杉島邦久              | 長澤剛                | 藤木薰 | 渡部里美   | 8月1日        |
| #18    |          | 弘誓     | 犬飼和彥   | 宮繁之                | 大久保朋              | 鶴元慎子、小川玖理周、小村柚葉 上家禮衣、志賀祐香、森圓美                                                                       | 志賀祐香   | 8月8日        |
| #19    |          | 波濤     | 成田良美   | 寺田和男              | 鈴木孝聰              | 浦島美紀、武口憲司、岩崎成希、細田沙織                                                                                          | 藤澤志織   | 8月15日       |
| #20    |          | 狂花     | 金田一明   | 北村真咲              | 山本惠                | 中島里惠、加藤洋人、板倉和弘 | 渡部里美   | 8月22日       |
| #21    |          | 來迎     | 犬飼和彥   | 杉島邦久              | 安川央里              | 志賀祐香、板倉和弘 | 志賀祐香   | 8月29日       |
| #22    |          | 神樂     | 成田良美   | 藤井康晶、 大川貴大   | 藤井康晶              | 重國浩子、橋口隼人、鶴元慎子 小川玖理周、木村都彥、小村柚葉                                                                     | 藤澤志織   | 9月5日        |
| #23    |          | 火花     | 大知慶一郎 | 五十嵐達也、 大川貴大 | 五十嵐達也、 櫛谷健太 | 小川玖理周、熊田崚人、八角彩香、森圓美 加藤洋人、武口憲司、板倉和弘、岩崎成希 志賀祐香、、川邊雄介、福田紀之 小澤久美子、山口葵 | 渡部里美   | 9月12日       |
| #24    |          | 風動     | 大知慶一郎 | 杉島邦久              | 鳥羽聰                | 重國浩子、堀澤聰志、板倉和弘、木村都彥 細田沙織、岩崎成希、志賀祐香、小村柚葉                                                   | 志賀祐香   | 9月19日       |

### 播映平台
| 播映國家＆地區   | 播映平台              | 播映日期               | 播映時間               | 備註     |
| 第一期           | 第一期                | 第一期                 | 第一期                 | 第一期   |
| ---------------- | --------------------- | ---------------------- | ---------------------- | -------- |
| 臺灣             | 巴哈姆特動畫瘋        | 2023年1月10日－3月28日 | 星期二 00：30（UTC+8） |          |
| 臺灣             | 中華電信MOD           | 2023年1月10日－3月28日 | 星期二 00：30（UTC+8） |          |
| 臺灣             | Hami Video            | 2023年1月10日－3月28日 | 星期二 00：30（UTC+8） |          |
| 臺灣             | LiTV 線上影視         | 2023年1月10日－3月28日 | 星期二 00：30（UTC+8） |          |
| 臺灣             | MyVideo               | 2023年1月10日－3月28日 | 星期二 00：30（UTC+8） |          |
| 臺灣             | KKTV                  | 2023年1月10日－3月28日 | 星期二 00：30（UTC+8） |          |
| 臺灣             | LINE TV               | 2023年1月10日－3月28日 | 星期二 00：30（UTC+8） |          |
| 臺灣             | Yahoo TV              | 2023年1月10日－3月28日 | 星期二 00：30（UTC+8） |          |
| 臺灣             | friDay影音            | 2023年1月10日－3月28日 | 星期二 00：30（UTC+8） |          |
| 臺灣             | CATCHPLAY+            | 2023年1月10日－3月28日 | 星期二 00：30（UTC+8） |          |
| 臺灣             | 木棉花台灣YouTube頻道 | 2023年1月10日－3月28日 | 星期二 00：30（UTC+8） |          |
| 香港             | 木棉花香港YouTube頻道 | 2023年1月10日－3月28日 | 星期二 00：30（UTC+8） |          |
| 香港、澳門、臺灣 | bilibili              | 2023年1月10日－3月28日 | 星期二 00：30（UTC+8） | [ 註 2 ] |
| 第二期           |                       |                        |                        |          |
| 臺灣             | 巴哈姆特動畫瘋        | 2023年7月4日－9月19日  | 星期二 00：30（UTC+8） |          |
| 臺灣             | 中華電信MOD           | 2023年7月4日－9月19日  | 星期二 00：30（UTC+8） |          |
| 臺灣             | Hami Video            | 2023年7月4日－9月19日  | 星期二 00：30（UTC+8） |          |
| 臺灣             | LiTV 線上影視         | 2023年7月4日－9月19日  | 星期二 00：30（UTC+8） |          |
| 臺灣             | MyVideo               | 2023年7月4日－9月19日  | 星期二 00：30（UTC+8） |          |
| 臺灣             | KKTV                  | 2023年7月4日－9月19日  | 星期二 00：30（UTC+8） |          |
| 臺灣             | LINE TV               | 2023年7月4日－9月19日  | 星期二 00：30（UTC+8） |          |
| 臺灣             | Yahoo TV              | 2023年7月4日－9月19日  | 星期二 00：30（UTC+8） |          |
| 臺灣             | friDay影音            | 2023年7月4日－9月19日  | 星期二 00：30（UTC+8） |          |
| 臺灣             | CATCHPLAY+            | 2023年7月4日－9月19日  | 星期二 00：30（UTC+8） |          |
| 臺灣             | 木棉花台灣YouTube頻道 | 2023年7月4日－9月19日  | 星期二 00：30（UTC+8） |          |
| 香港             | 木棉花香港YouTube頻道 | 2023年7月4日－9月19日  | 星期二 00：30（UTC+8） |          |
| 香港、澳門、臺灣 | bilibili              | 2023年7月4日－9月19日  | 星期二 00：30（UTC+8） | [ 註 3 ] |

## 外部連結
- 漫畫官方網站 - 集英社《Ultra Jump》 （日語）
- 電視官方網站 （日語）